# Стентатоио (Фиренца)
Стентатоио је насеље у Италији у округу Фиренца, региону Тоскана.
Према процени из 2011. у насељу је живело 120 становника. Насеље се налази на надморској висини од 101 м.